# Fate's Finger
Fate's Finger è un cortometraggio muto del 1914. Il nome del regista non viene riportato nei titoli. Tra gli attori, c'erano Mildred Bright e Robert Frazer che erano marito e moglie.

## Produzione
Prodotto dalla Eclair American, il film venne girato a Tucson in Arizona.

## Distribuzione
Il cortometraggio uscì nelle sale cinematografiche USA il 27 settembre 1914, distribuito dall'Universal Film Manufacturing Company.